# Chasco-poliglota
O chasco-poliglota (Thamnolaea cinnamomeiventris) é uma espécie de ave da família Muscicapidae.
Pode ser encontrada nos seguintes países Benin, Botswana, Burkina Faso, Burundi, Camarões, República Centro-Africana, Chade, República Democrática do Congo, Costa do Marfim, Eritreia, Etiópia, Gana, Guiné, Quénia, Lesoto, Malawi, Mali, Mauritânia, Moçambique, Nigéria, Ruanda, Senegal, África do Sul, Sudão, Essuatíni, Tanzânia, Togo, Uganda, Zâmbia e Zimbabwe.
Os seus habitats naturais são savanas áridas.